# Santa Maria de Vilamacolum
Santa Maria és una església declarada bé cultural d'interès nacional als afores del nucli de Vilamacolum a la carretera que mena cap a Sant Pere Pescador.

## Arquitectura
El temple parroquial de Santa Maria és d'una sola nau amb absis semicircular, bastit en dues etapes ben diferenciades: l'una al segle xi i l'altra als segles xii i xiii. Ha sofert diverses reformes en èpoques més tardanes. La part més primitiva de l'església correspon a la capçalera i a un curt tram de la nau a l'extrem de llevant; els murs de la resta de la nau pertanyen a un moment més avançat dins el romànic. Aquesta part fou molt alterada en afegir-hi dues capelles laterals, i especialment, en reformar tota la volta i fortificar l'edifici.
Al frontis o la façana de ponent hi ha la portalada, la forma rectangular de la qual és producte d'una reforma dels segles xvii i XVIII; sobre la llinda és encara visible un arc de mig punt romànic, de dovelles ben tallades, que pertany a la porta anterior. Al centre del mur hi ha una finestra de doble esqueixada i arcs de mig punt, que havia estat substituïda per una petita rosassa i que les obres de restauració retornaren al seu aspecte inicial.
Sobre la façana es dreça un campanar d'espadanya, format per tres pilastres quadrangulars de carreuada, que posteriorment havien estat unides mitjançant dos arcs fets amb rajols. Aquest campanar ara és coronat per una teulada de doble vessant, amb l'eix transversal, sostinguda per tres bigues que travessen les pilastres.
A la part alta de la façana, sota el campanar i vers el costat meridional, hi ha dues carteles grosses que devien sostenir un matacà. El mur frontal és fet de carreus grossos ben escairats i té un sòcol o basament poc destacat amb el mateix tipus de material. Als murs de les capelles hi ha reutilitzats els carreus procedents dels espais de llenços romànics que s'esbotzaren en construir-les. La part de l'església descrita fins ara havia estat fortificada amb murs que doblaven l'alçada dels murs romànics. Aquesta obra defensiva es convertí més tard en un simple terrabastall, coberta amb teulada de doble vessant. Aquesta obra ha estat restaurada en les darreres obres de restauració, i només s'ha conservat un fragment de poca alçada, fins a l'alçada de la volta que cobreix la nau.
L'extrem oriental de la nau, i l'absis semicircular, són les restes més antigues del monument. Aquest fragment primitiu de la nau té menys amplada que la part ja descrita. El parament de l'absis i de l'extrem oriental de la nau, que són més antigues de l'edifici, contrasta amb la construcció de carreuada dels altres murs de l'església. Al centre de l'absis hi ha una finestra d'un sol vessant i arcs de mig punt, l'exterior monolític; una obertura idèntica que es troba al mur meridional de la nau. L'absis té una volta de quart d'esfera i s'obre per mitjà d'un plec de mig punt. Aquest arc i la coberta de canó del tram antic de la nau han hagut de ser reconstruïts durant els recents treballs de restauració.
A l'interior és ben palesa la diferència entre els aparells de l'extrem oriental del temple, més primitiu i la resta de la nau, construïda amb carreus. Aquesta part té una coberta de creueria tardogòtica dividida en tres crugies. Les claus de la volta són senzilles i les impostes dels arcs torals, igual que les nervadures, presenten una decoració esculpidfa de caràcter molt popular. El tema més repetit són les testes humanes.
L'església de Santa Maria de Vilamacolum presenta unes estructures d'èpoques diverses. La capçalera semicircular i un tram de la nau que s'hi afegeix, pel tipus d'aparell, per la disposició i la talla dels carreus i per les altres estructures conservades han d'ésser considerats com una part de la construcció que es degué alçar al segle xi. D'altra banda, el sector de l'edifici amb aparell de carreuada correspon a la reconstrucció obrada en època romànica avançada, que no es conclogué i que hom pot considerar bastida als segles xii i xiii.

## Història
L'església és esmentada l'any 1094, quan Ramon Guillem donà al monestir uns alous, un dels quals era situat al terme de Sant Pere Pescador i al de Sancta Maria de Villa Mucorum.
L'any 1151 el cavaller Guillem Umbert de Basella feu una deixa a Santa Maria de Vilamacolum.
Aquesta església apareix en documents el segle xiii i posteriors i en les relacions del segle xiv com a parròquia, funció que ha mantingut fins avui.
Va ser bastit en dues etapes diferenciades: L'una al segle xi i l'altra als segles xii i xiii. Ga sofert reformes en èpoques més tardanes.
Els anys 1878-79 el temple fou objecte d'unes importants obres de restauració per part dels serveis de la diputació de Girona.
La part més primitiva de l'església pertany a la capçalera i a un tram de la nau a l'extrem de llevant. La portalada és producte d'una reforma els segles xvii i XVIII. També del segle xvii són les dues capelles laterals adossades a cada banda de la nau.
L'església de Santa Maria de Vilamacolum presenta une estructures d'èpoques diverses. La capçalera semicircular i un curt tram de la nau que s'hi afegeix ha de ser considerats com una part de la construcció que es degué alçar el segle xi. El sector de l'edifici amb aparell de carreuada correspon a la reconstrucció obrada en època romànica avançada que es pot considerar bastida als segles xii i xiii. Hom creu que la volta ctual de creueria de la nau, 'estil gòtic tardà, pertany a una reforma dels segles XV o XVI. Les capelles laterals són dels anys 1648 i 1649.